# Tambourin
Il Tambourin è un'antica danza di carattere gaio e in tempo binario, originaria della Provenza, che inizialmente veniva suonata con il galoubet, strumento anch'esso di origine provenzale. Introdotto nella Suite da Jean-Philippe Rameau, il Tambourin strumentale è generalmente seguito da un altro medesimo in tonalità inversa, dopo il quale viene ripresa la tonalità iniziale; per esempio, se il primo Tambourin è di modo maggiore il secondo sarà di modo minore per poi ritornare nel terzo al modo maggiore. Rameau fece utilizzo di questa danza nei Pieces de Clavecin (Parigi, 1724 e 1741) e  anche nelle sue opere teatrali.
| Controllo di autorità | Thesaurus BNCF 66188 · J9U (EN, HE) 987007558311305171 |